# Hengtian Auto

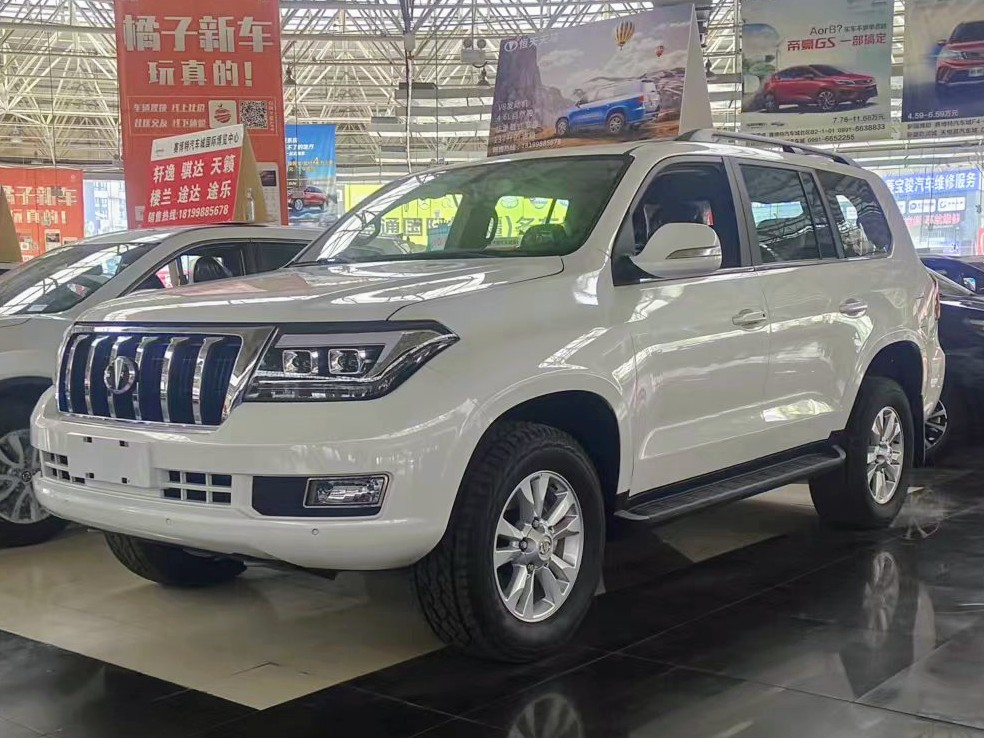
Hengtian L4600

Hengtian Auto ist ein Hersteller von Automobilen aus der Volksrepublik China.

## Unternehmensgeschichte
Das Unternehmen aus Suizhou begann 1995 mit der Produktion von Omnibussen. 2007 wurde Hubei Xinchufeng Automobile übernommen. 2011 kamen Automobile dazu. Der Markenname lautet Hengtian.

## Fahrzeuge
Im Angebot stehen Pick-ups.
Am 18. April 2012 wurden die Modelle T 1 und T 2 angekündigt. Ihr Radstand beträgt 338 cm. Zur Wahl stehen ein Ottomotor mit 2200 cm³ Hubraum und 78 kW Leistung sowie ein Dieselmotor mit 2800 cm³ Hubraum und 70 kW Leistung.
Am 21. Dezember 2012 wurde der größere T 3 präsentiert, der dem VW Amarok ähnelt. Ein ursprünglich von Mitsubishi entwickelter Ottomotor mit 2400 cm³ Hubraum und 136 PS Leistung treibt die Fahrzeuge an.
Ein SUV namens H 1 befand sich zumindest in Planung.